# Say Goodbye (Chris-Brown-Lied)
Say Goodbye ist ein Lied des US-amerikanischen Musikers Chris Brown aus dem Jahr 2005. Es wurde am 8. August 2006 als vierte Singleauskopplung aus Browns Debütalbum veröffentlicht, woraufhin es in den Billboard Hot 100 Platz zehn erreichte. In Deutschland stieg es nicht in die Charts ein. Der Titel ist auch auf dem Soundtrack des Filmes Step Up zu finden.

## Hintergrund und Musikvideo
Das Lied wurde von Bryan-Michael Cox, Kendrick Dean und Adonis Shropshire geschrieben, wobei Cox auch als Produzent fungierte. Dean trat unter dem Pseudonym „WyldCard“ als Co-Produzent in Erscheinung. Der Titel wurde am 8. August 2006 als vierte von insgesamt fünf Singles veröffentlicht.
Bei dem Musikvideo führte Jessy Terrero Regie, der Clip wurde am 26. Juli 2006 erstmals gezeigt. Das Video beginnt mit einigen Szenen in einem Umfeld, welches an eine Tanzschule erinnert. Dort wird Browns Lied „Ain’t No Way (You Won’t Love Me)“ gespielt. Der Clip handelt überwiegend von Browns Versuchen, sich von seiner Freundin zu trennen. Dies fällt ihm jedoch sehr schwer. Im Laufe der Handlung findet er zudem ein anderes Mädchen, mit dem er zunehmend mehr Zeit verbringt. Am Ende wird Brown von seiner Freundin bei den heimlichen Treffen mit der anderen Person entdeckt. Bei verschiedenen Tanzszenen sieht man die drei Beteiligten immer wieder miteinander tanzen, bis Brown letztendlich mit dem neuen Mädchen den Raum verlässt.

## Kommerzieller Erfolg

### Chartplatzierungen
Die Single war damals die zweite nach „Run It!“, welche Platz eins der Hot R&B/Hip-Hop Songs erreichte. Diese Position verteidigte das Lied später sechs Wochen lang. In den Billboard Hot 100 stieg der Titel auf Rang 79 ein und erlangte im November nach zwölf Wochen mit Platz zehn seine Höchstposition. Diese konnte es in der zweiten Woche verteidigen, ehe es anschließend wieder um einige Platzierungen fiel. In Deutschland und dem Vereinigten Königreich stieg „Say Goodbye“ nicht in die Charts ein.
| ChartsChartplatzierungen       | Höchstplatzierung | Wochen |
| ------------------------------ | ----------------- | ------ |
| Vereinigte Staaten (Billboard) | 10 (23 Wo.)       | 23     |

| ChartsJahrescharts (2006)      | Platzierung |
| ------------------------------ | ----------- |
| Vereinigte Staaten (Billboard) | 86          |

### Auszeichnungen für Musikverkäufe
| Land/Region                  | Auszeichnungen für Musikverkäufe (Land/Region, Auszeichnung, Verkäufe) | Verkäufe  |
| ---------------------------- | ---------------------------------------------------------------------- | --------- |
| Brasilien (PMB)              | Platin                                                                 | 60.000    |
| Vereinigte Staaten (RIAA)    | 2× Platin (Single) · + Platin (Mastertone)                             | 3.000.000 |
| Vereinigtes Königreich (BPI) | Silber                                                                 | 200.000   |
| Insgesamt                    | 1× Silber · 4× Platin ·                                                | 3.260.000 |

Hauptartikel: Chris Brown (Sänger)/Auszeichnungen für Musikverkäufe